# Johann Ernst Wilhelm Zocher

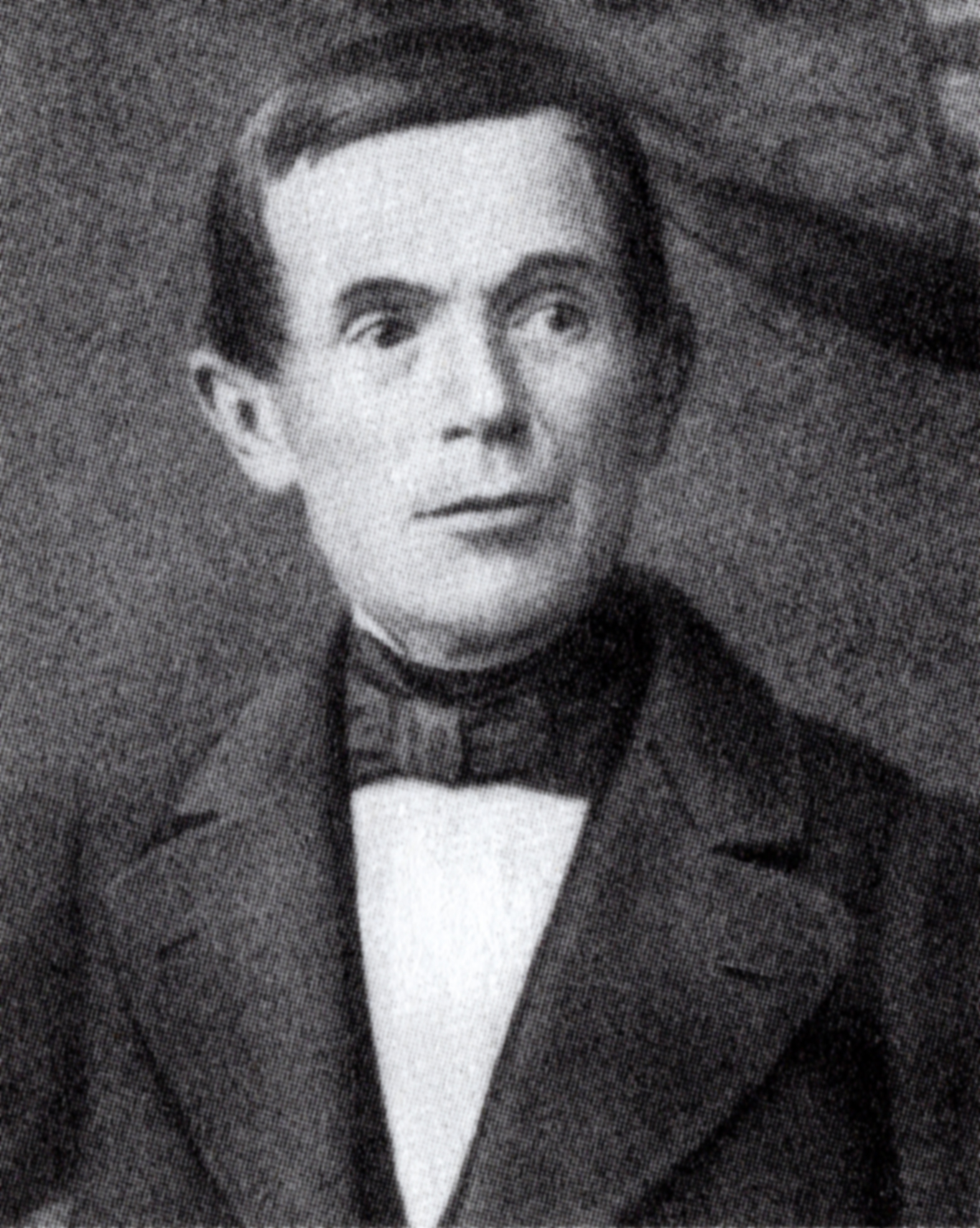
Ernst Zocher (1876)

Johann Ernst Wilhelm Zocher (* 27. August 1812 in Dresden; † 6. Februar 1881 in Leipzig), auch als Ernst Zocher, Ernst Wilhelm Zocher oder Johann Wilhelm Ernst Zocher bekannt, war ein deutscher Architekt des Historismus mit Schwerpunkt im Kirchenbau, der als königlich sächsischer Baubeamter und Hochschullehrer in Leipzig wirkte.

## Leben
Zocher studierte ab 1828 an der Akademie der bildenden Künste Dresden. 1832 stellte er erstmals eigene Entwürfe vor, Gottfried Semper, Joseph Thürmer und Otto von Wolframsdorf zogen ihn für ihre Arbeiten heran. Bis 1840 war er als Assistent am staatlichen Landbauamt Leipzig tätig, anschließend wurde er Lehrer an der staatlichen Baugewerkenschule Leipzig. Nach dem Ausscheiden Albert Geutebrücks als Direktor der Baugewerkenschule übernahm er von 1863 bis 1876 dessen Nachfolge und trug den Titel eines (königlich sächsischen) Baurats.
Zocher unternahm zahlreiche und gut dokumentierte Studienreisen, unter anderem ins Rheinland, nach Süddeutschland, Belgien, Frankreich (alle 1842) und Italien (1847). Im Jahr 1858 übertrug ihm die Kreisdirektion Leipzig die Aufgabe als Gutachter ihrer Kirchen- und Schulsachen. Erbaute er bis dahin zahlreiche Wohngebäude in Leipzig, spezialisierte er sich nun auf evangelische Kirchen vor allem im neugotischen und neuromanischen Stil. In den letzten Schaffensjahren kamen noch Universitätsbauten in Leipzig hinzu, die er neu errichtete oder umbaute.
Zocher heiratete am 12. April 1849 Caroline Emilie Eipper, aus der Ehe gingen zwei Kinder hervor.

## Bauten und Entwürfe (Auswahl)
- 1845–1846: Hoffnungskirche in Knauthain, Seumestraße 129[3]
- 1852: Wohnhaus für Hermann Härtel in Leipzig, Salomonstraße 20[1]
- 1858–1859: Kirche in Sommerfeld, Arnoldplatz[3]
- 1859–1860: Kirche in Rossau-Greifendorf, Döbelner Straße 11[3]
- 1862–1863: Wohn- und Geschäftshaus für Konsul Hermann Beckmann und Konsul Paul Bernhard Limburger (Kaufleute in Seiden- und Garnhandlung J. B. Limburger jun.) in Leipzig, Schillerstraße 4 / Neumarkt 22b (heute 35) / Magazingasse 19 (unter Denkmalschutz)[1] (nach anderen Quellen von Arnold Zocher)[4]
- 1863–1864: Kirche in Zschirla, Zschirlaer Dorfstraße[3]
- 1864: Umbau der romanischen Kirche in Collm, Kirchberg[3]
- 1865–1867: Kirche in Portitz, Altes Dorf 5 (mit August Friedrich Viehweger)[3]
- 1866: Taborkirche in Heuersdorf (2010 abgerissen)[3]
- 1867–1868: Chemisches Laboratorium der Universität Leipzig in Leipzig, Liebigstraße 29 (1943 starke Kriegsschäden, Ruine 1948 abgerissen)[5]
- 1868–1869: Peterskirche in Püchau, Hauptstraße[3]
- 1868: Physiologische Anstalt der Universität Leipzig in Leipzig, Liebigstraße 16 (1943 und 1945 starke Kriegsschäden, 1946 bzw. 1951 durch Neubau ersetzt)[5]
- 1870–1871: Bornerianum der Universität Leipzig im Paulinerareal in Leipzig, Universitätsstraße 3–5 (1944 nach starken Kriegsschäden abgerissen)[6]
- 1870–1871: Altes Pathologisches Institut der Universität Leipzig in Leipzig, Liebigstraße 24 (1945 starke Kriegsschäden, 1953/1954 durch Neubau ersetzt)[7]
- 1880: Institut für Naturwissenschaft und Medizingeschichte der Universität Leipzig in Leipzig, Talstraße 38 (1943 zerstört)[8]

Bauten (chronologisch nach Entstehungsjahr)
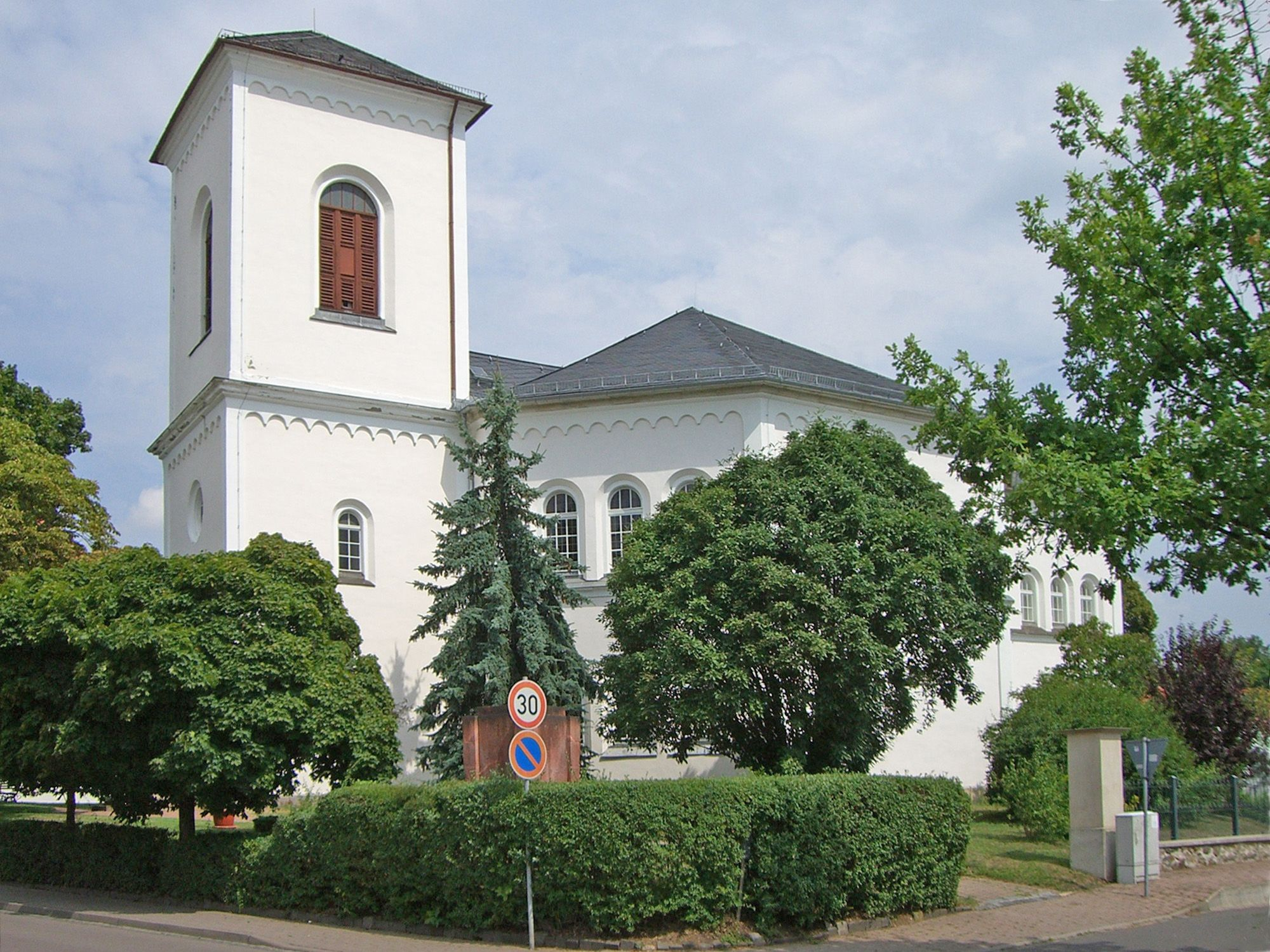
Hoffnungskirche in Knauthain
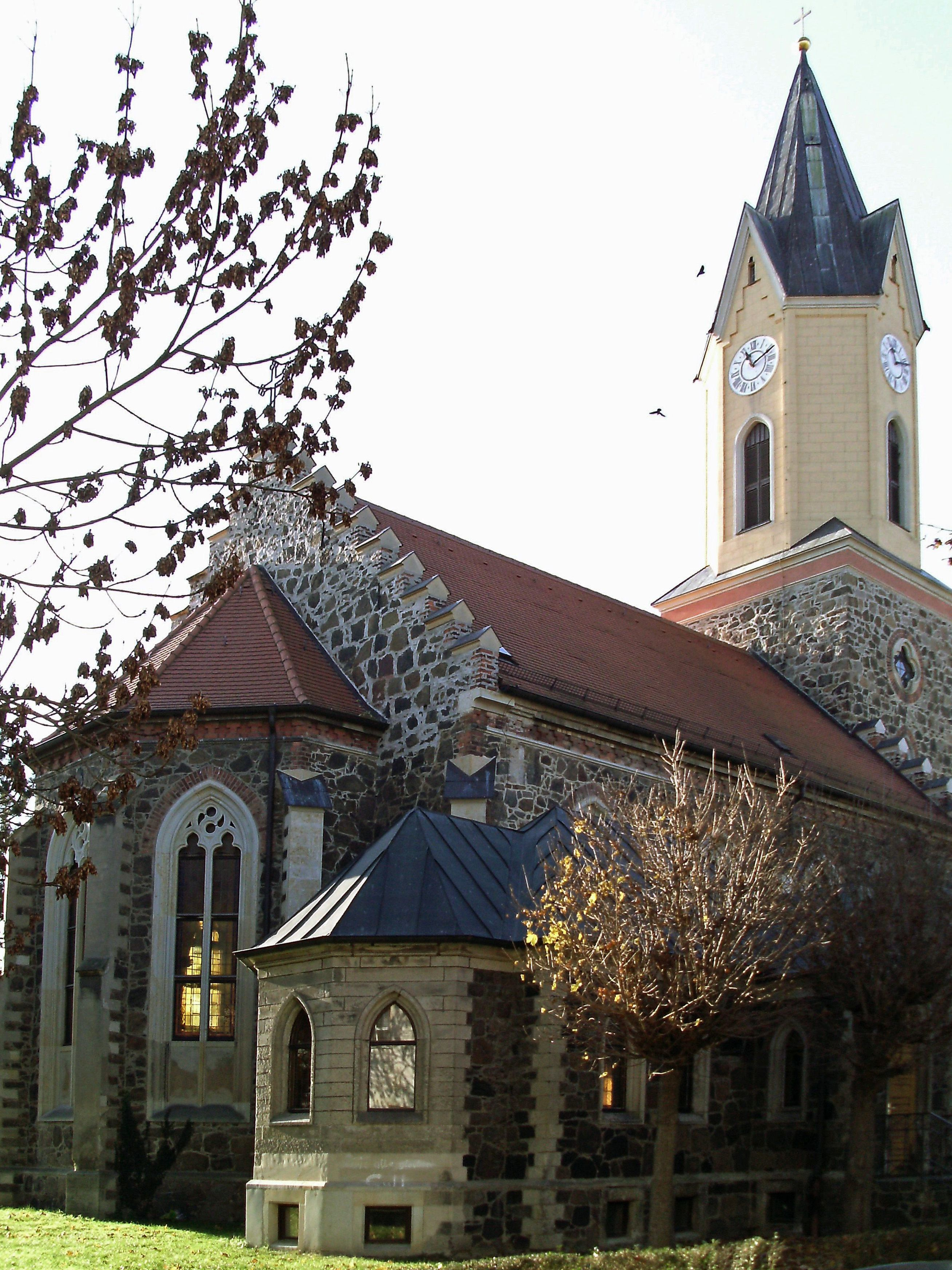
Kirche in Sommerfeld
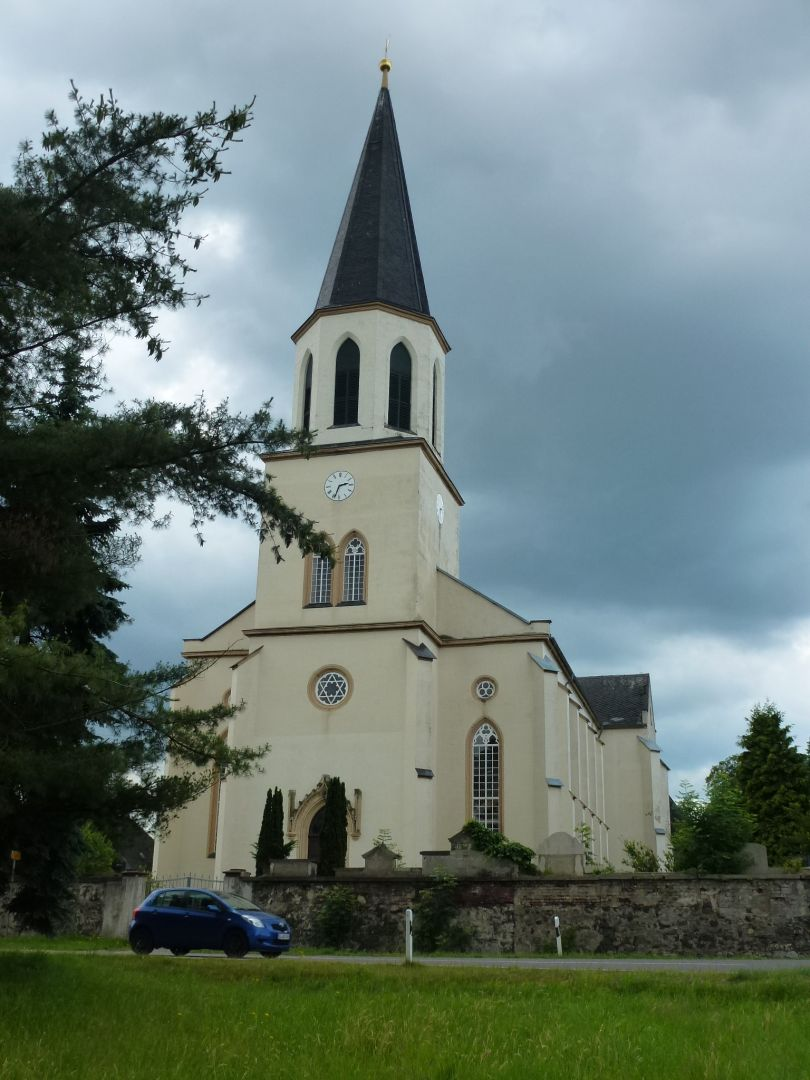
Kirche in Rossau-Greifendorf
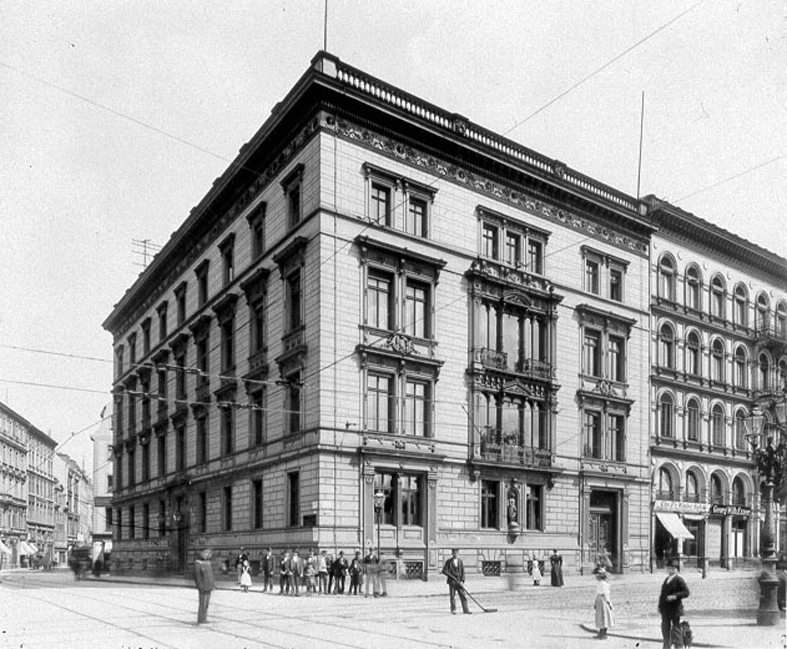
Wohn- und Geschäftshaus Schillerstraße 4 in Leipzig
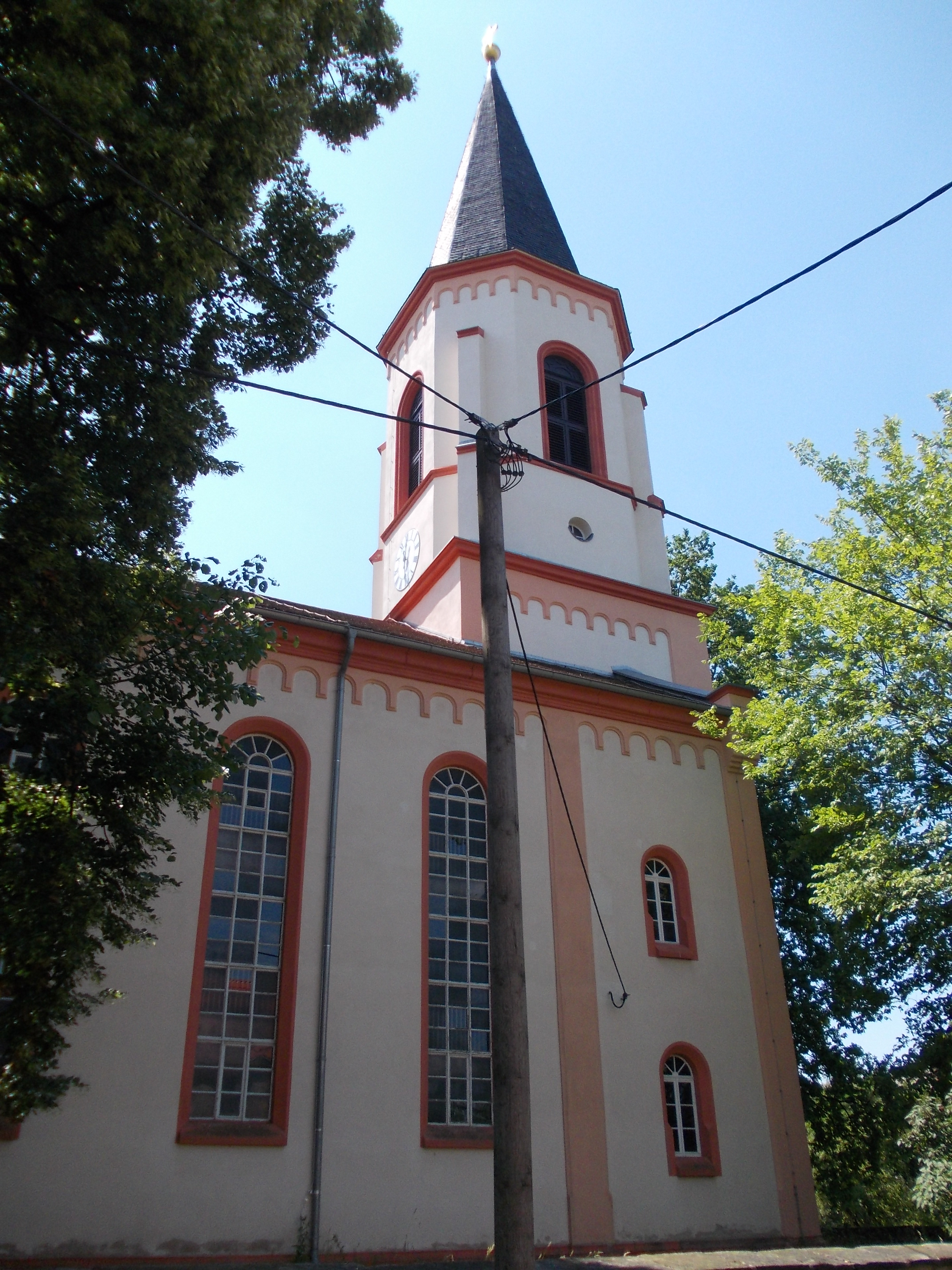
Kirche in Zschirla
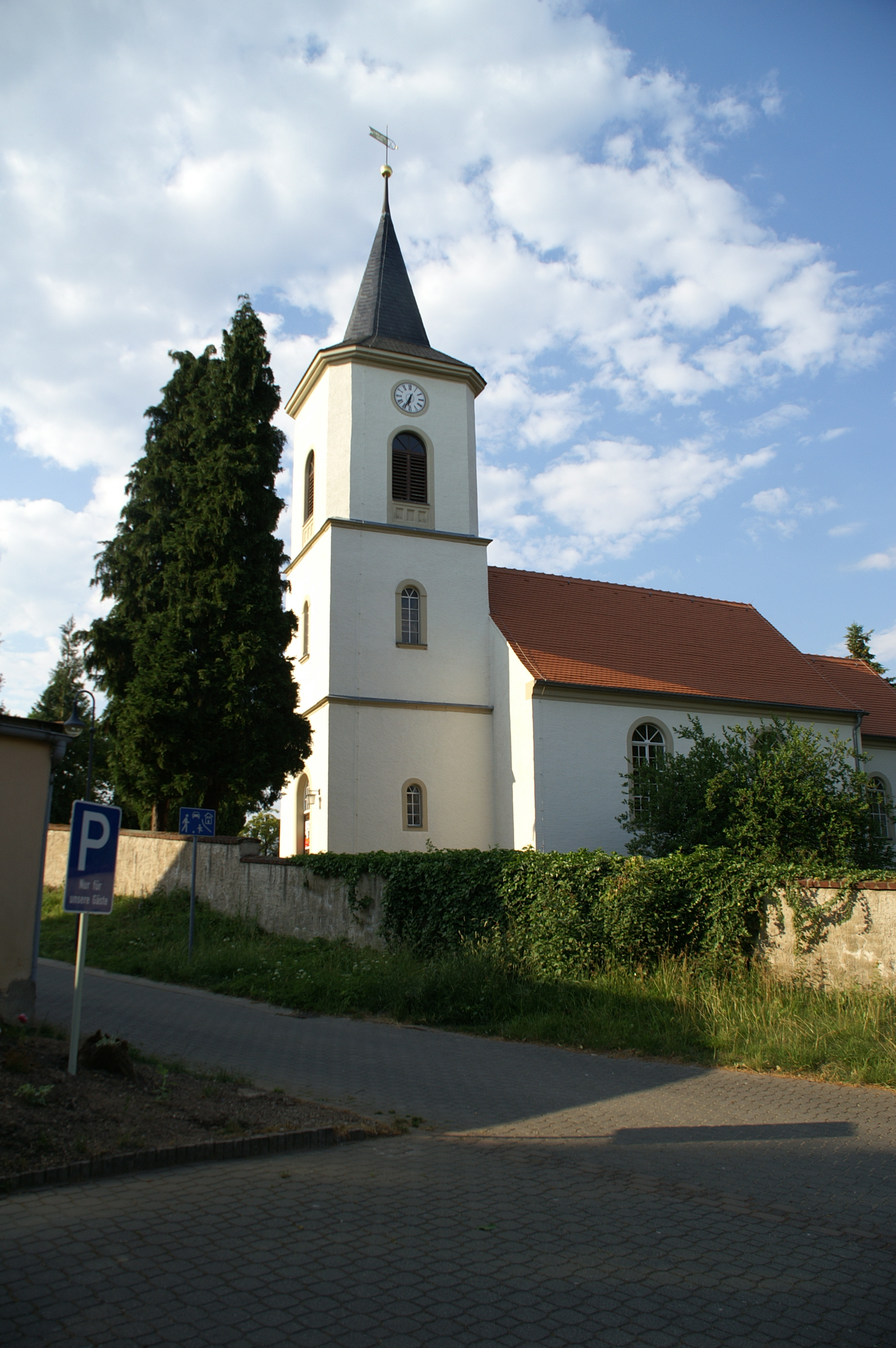
Kirche in Collm
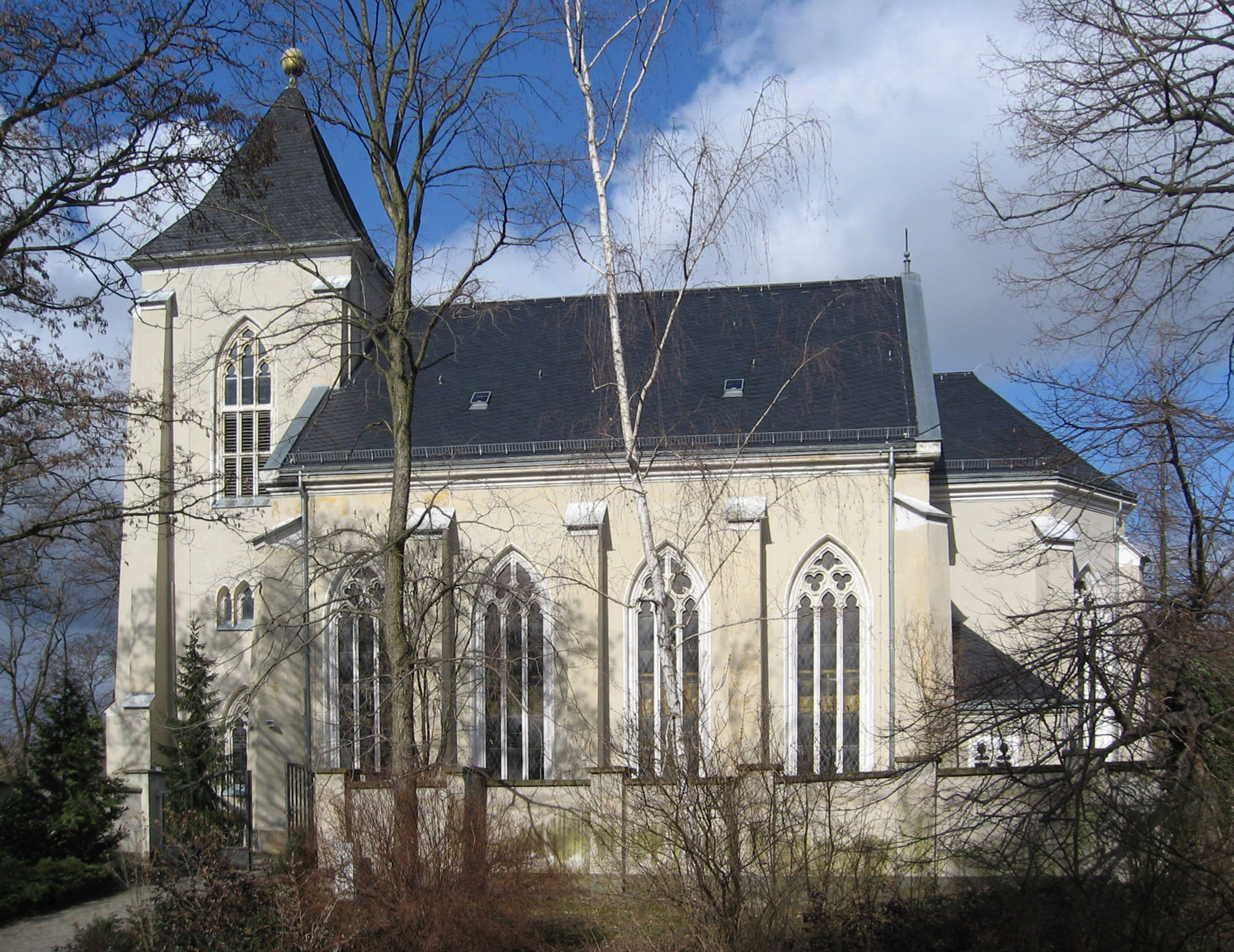
Kirche in Portitz
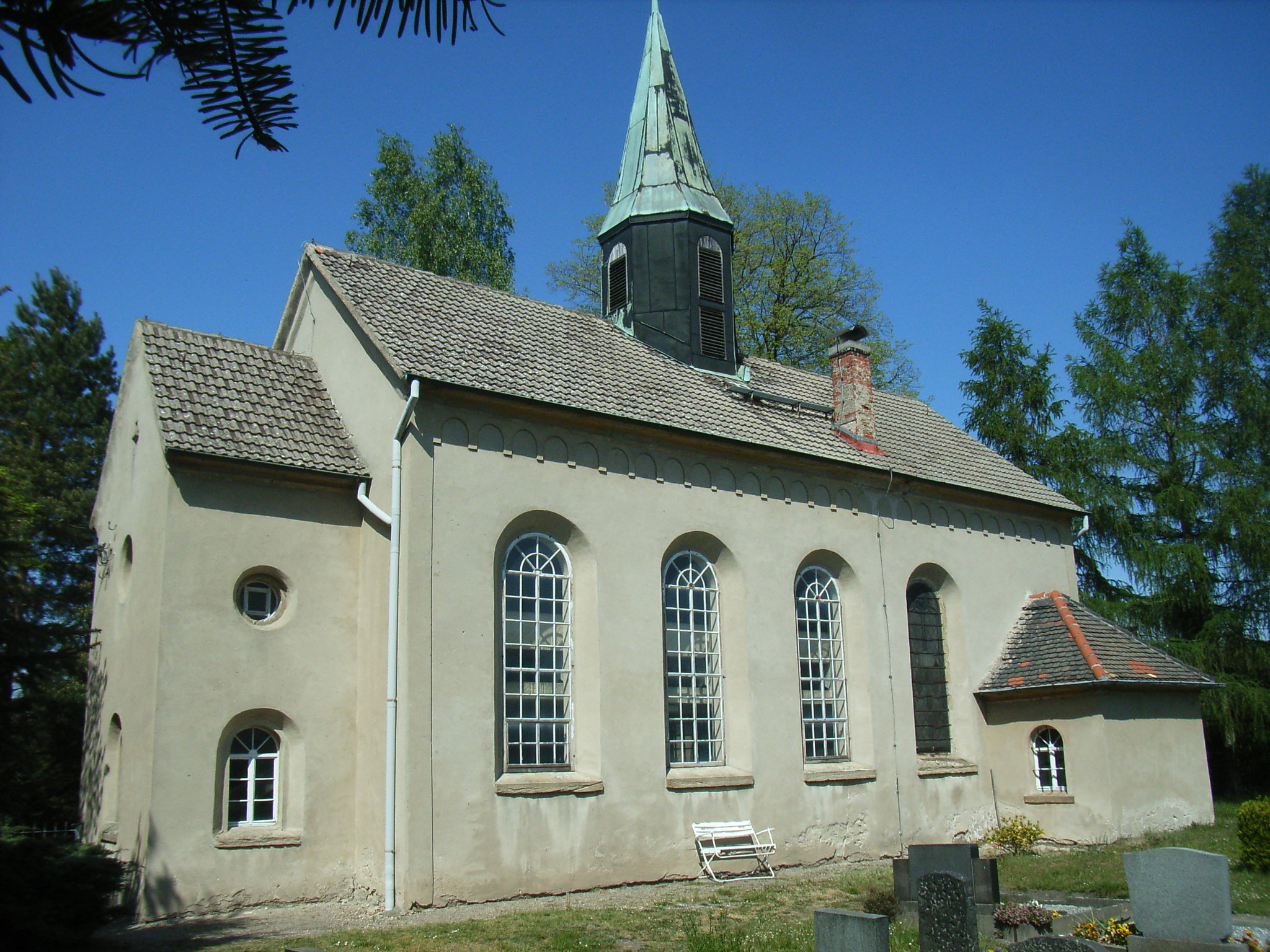
Taborkirche in Heuersdorf
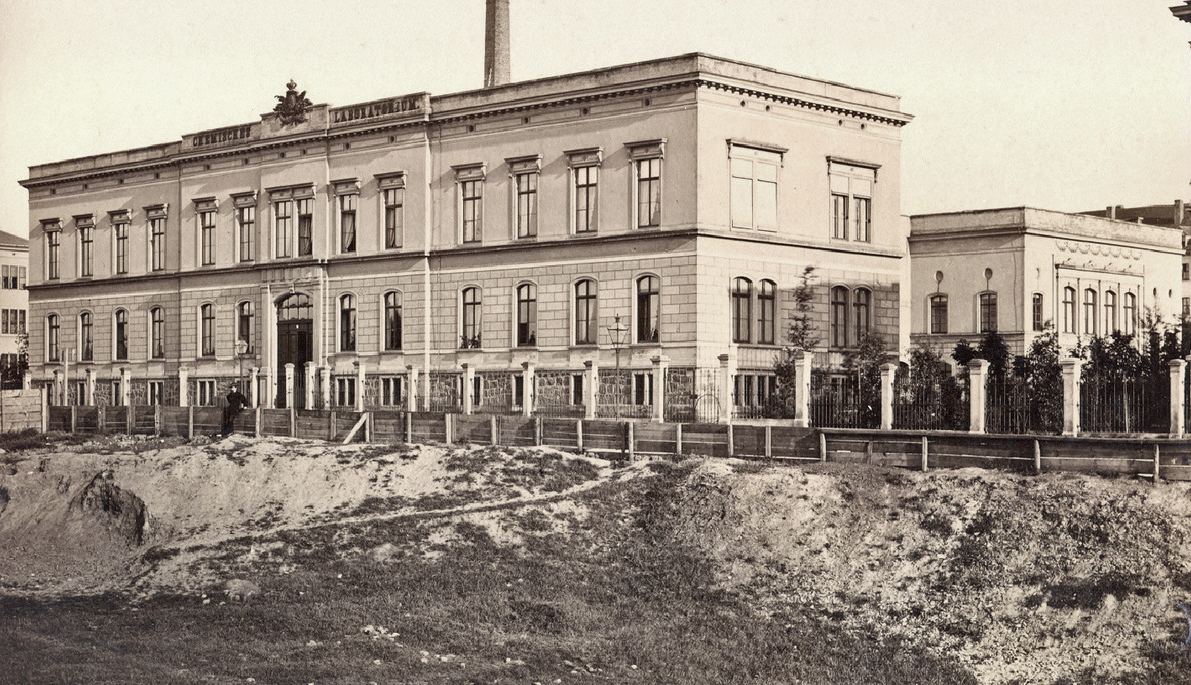
Chemisches Laboratorium in Leipzig
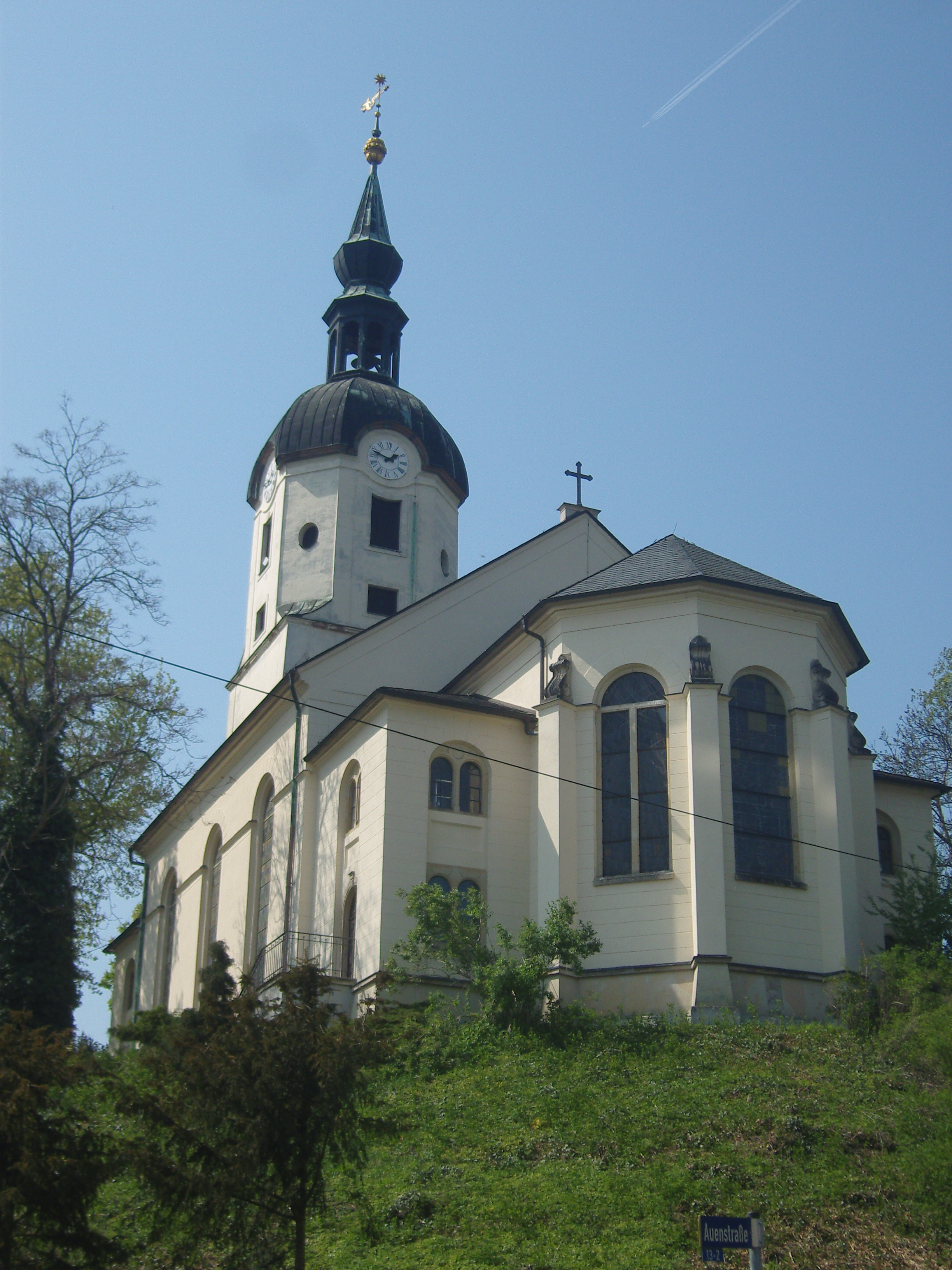
Peterskirche in Püchau
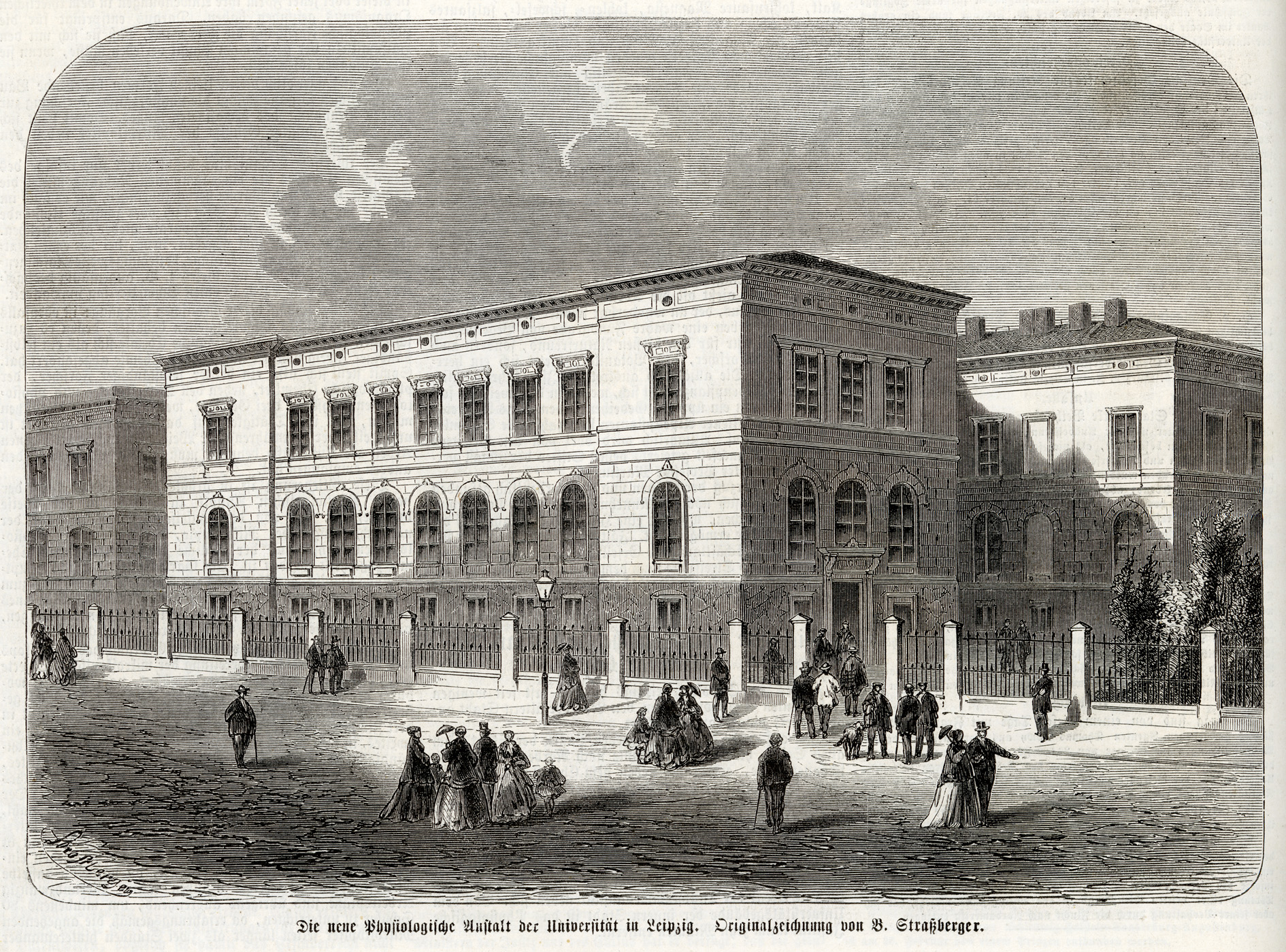
Physiologische Anstalt in Leipzig
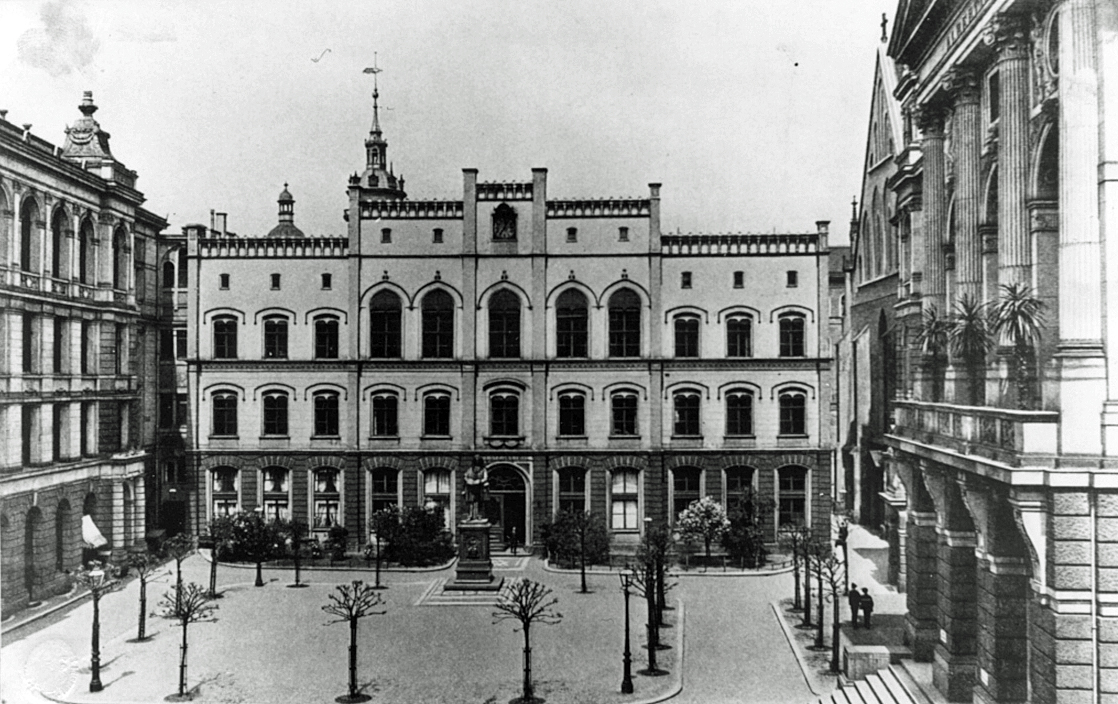
Bornerianum in Leipzig
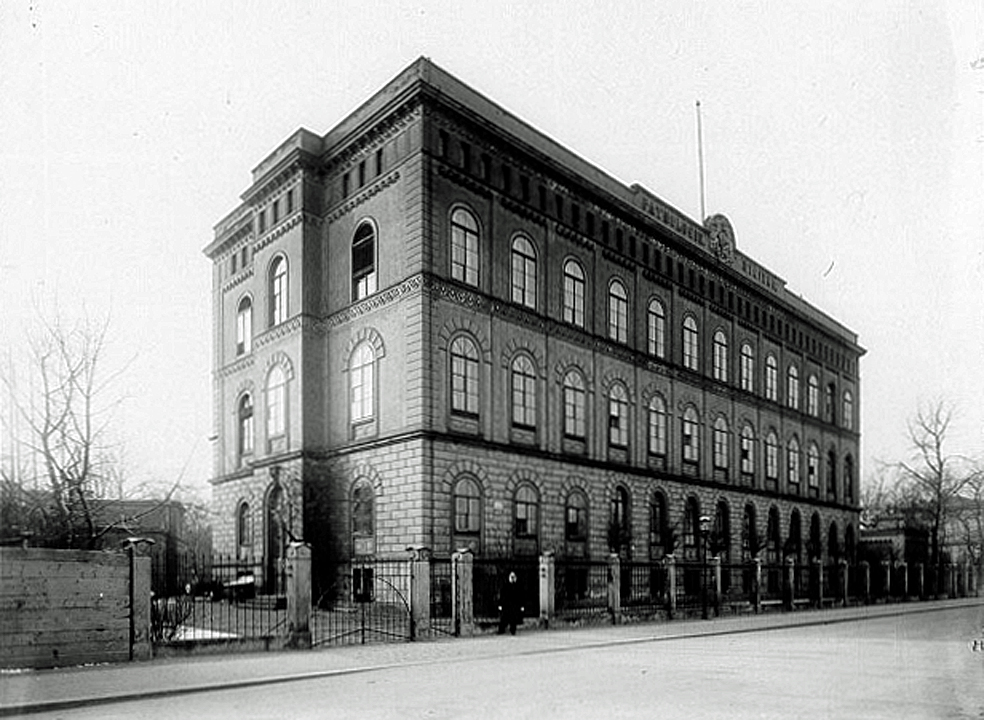
Pathologisches Institut in Leipzig